# Selección de fútbol playa de Polonia
La Selección de fútbol playa de Polonia es el equipo que representa al país en la Copa Mundial de Fútbol Playa de FIFA y en la Euro Beach Soccer League y es controlada por la PZPN.

## Estadísticas

### Copa Mundial de Fútbol Playa FIFA
| Copa Mundial de Fútbol Playa FIFA | Copa Mundial de Fútbol Playa FIFA | Copa Mundial de Fútbol Playa FIFA | Copa Mundial de Fútbol Playa FIFA | Copa Mundial de Fútbol Playa FIFA | Copa Mundial de Fútbol Playa FIFA | Copa Mundial de Fútbol Playa FIFA | Copa Mundial de Fútbol Playa FIFA |
| Año                               | Ronda                             | J                                 | G                                 | G+                                | P                                 | GF                                | GC                                |
| --------------------------------- | --------------------------------- | --------------------------------- | --------------------------------- | --------------------------------- | --------------------------------- | --------------------------------- | --------------------------------- |
| 2005                              | No clasificó                      | No clasificó                      | No clasificó                      | No clasificó                      | No clasificó                      | No clasificó                      | No clasificó                      |
| 2006                              | Fase de grupos                    | 3                                 | 1                                 | 0                                 | 2                                 | 12                                | 18                                |
| 2007                              | No clasificó                      | No clasificó                      | No clasificó                      | No clasificó                      | No clasificó                      | No clasificó                      | No clasificó                      |
| 2008                              | No clasificó                      | No clasificó                      | No clasificó                      | No clasificó                      | No clasificó                      | No clasificó                      | No clasificó                      |
| 2009                              | No clasificó                      | No clasificó                      | No clasificó                      | No clasificó                      | No clasificó                      | No clasificó                      | No clasificó                      |
| 2011                              | No clasificó                      | No clasificó                      | No clasificó                      | No clasificó                      | No clasificó                      | No clasificó                      | No clasificó                      |
| 2013                              | No clasificó                      | No clasificó                      | No clasificó                      | No clasificó                      | No clasificó                      | No clasificó                      | No clasificó                      |
| 2015                              | No clasificó                      | No clasificó                      | No clasificó                      | No clasificó                      | No clasificó                      | No clasificó                      | No clasificó                      |
| 2017                              | Fase de grupos                    | 3                                 | 0                                 | 0                                 | 3                                 | 12                                | 24                                |
| 2019                              | No clasificó                      | No clasificó                      | No clasificó                      | No clasificó                      | No clasificó                      | No clasificó                      | No clasificó                      |
| 2021                              | No clasificó                      | No clasificó                      | No clasificó                      | No clasificó                      | No clasificó                      | No clasificó                      | No clasificó                      |
| Total                             | 2/11                              | 6                                 | 1                                 | 0                                 | 5                                 | 24                                | 42                                |

### Clasificación Copa Mundial FIFA
| Clasificación de UEFA para la Copa Mundial de Fútbol Playa FIFA | Clasificación de UEFA para la Copa Mundial de Fútbol Playa FIFA | Clasificación de UEFA para la Copa Mundial de Fútbol Playa FIFA | Clasificación de UEFA para la Copa Mundial de Fútbol Playa FIFA | Clasificación de UEFA para la Copa Mundial de Fútbol Playa FIFA | Clasificación de UEFA para la Copa Mundial de Fútbol Playa FIFA | Clasificación de UEFA para la Copa Mundial de Fútbol Playa FIFA | Clasificación de UEFA para la Copa Mundial de Fútbol Playa FIFA |
| Año                                                             | Ronda                                                           | J                                                               | G                                                               | G+                                                              | P                                                               | GF                                                              | GC                                                              |
| --------------------------------------------------------------- | --------------------------------------------------------------- | --------------------------------------------------------------- | --------------------------------------------------------------- | --------------------------------------------------------------- | --------------------------------------------------------------- | --------------------------------------------------------------- | --------------------------------------------------------------- |
| 2008                                                            | Octavos de final                                                | 4                                                               | 2                                                               | 0                                                               | 2                                                               | 14                                                              | 11                                                              |
| 2009                                                            | Octavos de final                                                | 4                                                               | 3                                                               | 0                                                               | 1                                                               | 16                                                              | 11                                                              |
| 2011                                                            | Cuartos de final                                                | 5                                                               | 3                                                               | 0                                                               | 2                                                               | 27                                                              | 18                                                              |
| 2013                                                            | Segunda ronda                                                   | 7                                                               | 4                                                               | 1                                                               | 2                                                               | 35                                                              | 36                                                              |
| 2015                                                            | Decimoquinto lugar                                              | 8                                                               | 3                                                               | 0                                                               | 5                                                               | 22                                                              | 28                                                              |
| 2017                                                            | Campeón                                                         | 8                                                               | 6                                                               | 1                                                               | 1                                                               | 33                                                              | 20                                                              |
| 2019                                                            | Séptimo lugar                                                   | 8                                                               | 4                                                               | 1                                                               | 3                                                               | 31                                                              | 27                                                              |
| 2021                                                            | Décimo lugar                                                    | 5                                                               | 2                                                               | 0                                                               | 3                                                               | 23                                                              | 24                                                              |
| Total                                                           | 8/8                                                             | 49                                                              | 27                                                              | 3                                                               | 19                                                              | 201                                                             | 175                                                             |